# Georg Schüler
Georg Schüler (* 22. Juni 1860 in Frankfurt (Oder); † nach 1932) war ein deutscher Chemiker, Manager und Politiker (DNVP).

## Leben
Nach dem Abitur absolvierte Georg Schüler ein Studium der Chemie an der Technischen Hochschule Charlottenburg und der Albert-Ludwigs-Universität Freiburg. Er wurde zum Dr. phil. promoviert. Später war er als technischer Direktor Mitglied des Vorstandes der AG der Chemischen Produkten-Fabriken in Pommerensdorf bei Stettin. Schüler trat nach 1918 in die Deutschnationale Volkspartei (DNVP) ein und war von 1921 bis 1924 Abgeordneter des Preußischen Landtages.